# Дзвінок із минулого (фільм)
«Дзвінок із минулого» (кор. 콜, трансліт. kol, букв. «Дзвінок») — південнокорейський психологічний трилер 2020 року режисера-дебютанта Лі Чхун Хьон з акторками Пак Сін Хє та Чон Чон Со в головних ролях. «Дзвінок з минулого» розповідає про Кім Со Йон і О Йон Сук, двох жінок із різних часів (2019 та 1999 рік), які з'єднуються по телефону та намагаються допомагати одна одній, проте ситуація виходить з-під контролю. Сюжет корейського фільму заснований на британсько-пуерториканській стрічці «Гість» (англ. The Caller) 2011 року, в якій зіграли Рашель Лефевр та Лорна Рейвер.
Фільм мав вийти в кінотеатрах, але через пандемію COVID-19 прокат було скасовано, і 27 листопада 2020 року «Дзвінок із минулого» випущений на платформі Netflix.

## Акторський склад
- Пак Сін Хє — Кім Со Йон
  - Ом Че Йон — Кім Со Йон у дитинстві
- Чон Чон Со — О Йон Сук
- Лі Ель — мати Йон Сук
- Кім Сон-Рьон — мати Со Йон
- Пак Хо Сан — батько Со Йон
- О Чон Се — Пак Сон Хо
- Лі Дон Хві — Бек Мін Хьон
- Чо Ґьон Сук — Сон Хі
  - Кім Мін Ха — Сон Хі в дитинстві
- Мун Чхан Ґіль — лахмітник
- Сон Йо Сеп — старший поліцейський
- Рю Ґьон Су — молодший поліцейський
- Шін Чон Ман — агент із нерухомості
- Лі Ґю Хьон — лікар
- Кан Чі Хьон — психолог-консультантка
- Лі Чу Йон — жінка, що говорить по телефону (голос)
- Пак Хьон Су — чоловік, що говорить по телефону (голос)
- Кім Мьон Чі — ведуча новин (голос)
- Лі Ин Чон — редакторка (голос)
- собака Лотто (власниця Кім Соль Бі) — Дальґі («Полуничка»), улюбленець Сон Хо

## Виробництво
Основні зйомки розпочалися 3 січня 2019 року і завершилися 2 квітня 2019 року. Фільм знятий компанією Yong Film Inc., дистриб'ютор — Contents Panda.

## Сприйняття
На вебсайті агрегатора рецензій Rotten Tomatoes рейтинг схвалення фільму становить 100 % на основі 13 рецензій із середнім рейтингом 7,4/10.

### Нагороди та номінації
| Рік  | Премія                  | Номінація                  | Номінант     | Результат |
| ---- | ----------------------- | -------------------------- | ------------ | --------- |
| 2021 | Baeksang Arts Awards    | Найкращий режисер-дебютант | Лі Чхун Хьон | Номінація |
| 2021 | Baeksang Arts Awards    | Найкраща кіноакторка       | Чон Чон Со   | Перемога  |
| 2021 | Buil Film Awards        | Найкращий режисер-дебютант | Лі Чхун Хьон | Номінація |
| 2021 | Buil Film Awards        | Найкраща жіноча роль       | Чон Чон Со   | Перемога  |
| 2021 | Asian Film Awards       | Найкраща жіноча роль       | Чон Чон Со   | Номінація |
| 2021 | Chunsa Film Art Awards  | Найкращий режисер-дебютант | Лі Чхун Хьон | Номінація |
| 2021 | Chunsa Film Art Awards  | Найкраща жіноча роль       | Чон Чон Со   | Номінація |
| 2021 | Blue Dragon Film Awards | Найкраща жіноча роль       | Чон Чон Со   | Номінація |
| 2022 | Director's Cut Awards   | Найкращий режисер-дебютант | Лі Чхун Хьон | Номінація |
| 2022 | Director's Cut Awards   | Найкраща жіноча роль       | Чон Чон Со   | Перемога  |
| 2022 | Director's Cut Awards   | Найкраща нова акторка      | Чон Чон Со   | Номінація |